# Szelektív szerotoninvisszavétel-gátlók

A szerotoninmolekula háromdimenziós képe

A szelektív szerotoninvisszavétel-gátlók (selective serotonin reuptake inhibitors, SSRI) olyan gyógyszercsoport, amelyet elterjedten alkalmaznak antidepresszánsként a depresszió, a szorongás és különféle "személyiségzavarok" kezelésében.
Az SSRI-k megnövelik az idegsejtek közötti térben lévő szerotonin nevű neurotranszmitter koncentrációját a szerotonin visszavételéért felelős fehérjét gátolva, ezáltal több szerotonin molekula marad a szinaptikus rés ben, majd általában 8 hét után a megnövelt szerotonin szint a posztszinatikus receptorok deszenzitizációját váltja ki, ezen módon először túl majd alul szabályozza a szerotonerg rendszer bizonyos részeit (amely gyógyszerspecifikus, mely típusú szerotonerg rendszerbe nyúl bele), így jelszinten az agy egyéb hisztamin acetilkolin noradrenalin dopamin rendszere marad "felül" normál rendszerműködési működési módon és ezek hatása érvényesül elsősorban. Így különböztetve meg a leader molekula (pszichiátriában: kokain) működési elvétől, mely ismert abúzus potenciállal rendelkezik és a noradrenalin és dopamin mennyiséget közvetlenül emeli, szintén visszavétel útján.
A különböző SSRI-k eltérő mértékben képesek különbséget tenni a monoamin transzportereken, vagyis a szerotonin rendszerre kifejtett szelektivitása relativ, általában az adagok növelésével a szelektivitás lecsökken.

## Története
Az SSRI-k csoportja volt az első pszichiátriai gyógyszercsoport, amelyet az ún. racionális gyógyszertervezés révén fejlesztettek ki. A folyamat során kiválasztanak egy meghatározott biológiai célpontot, majd olyan molekulát terveznek, ami várhatóan hatással lesz rá. Az SSRI-k a legszéleskörűbben felírt antidepresszánsok több országban. Az SSRI-k hatékonysága enyhe és közepes mértékű depresszió kezelésénél a mai napig vitatott.

## Hatása
Az SSRI kezelés során tapasztalt leggyakoribb mellékhatások: szájszárazság, fokozott izzadás, szédülés, remegés, hasmenés vagy lágy széklet, emésztési zavarok, hányinger, émelygés, étvágytalanság, álmatlanság vagy aluszékonyság, szexuális zavarok, depressziósoknál az öngyilkossági és gyilkossági (ön- és közveszélyesség) hajlam fokozódása, továbbá érzelmi elsivárosodás és kontrollálatlan nevetőgörcsök irreális életszituációkban és életeseményeken valamint akatízia. Egyes esetekben a szexuális mellékhatások fennmaradhatnak az SSRI kezelést követően is (PSSD: Post-SSRI Sexual Dysfunction).
Depresszióellenes hatásait elsősorban nőkön fejti ki (így igazolva a neuroszteroid érintettséget a két nem közt), míg férfiaknak a Mao-gátlók (Aurorix-moclobemid,Jumex-szelegilin), triciklusos antidepresszánsok (például Melipramin-imipramin), SSRE (szerotonin felvétel gyorsítók:  Coaxil-tianeptin) ajánlhatók.
A DHEA-dihidroepiánandroszteron fokozza a SSRI-k hatásait.
A Prozac/Floxet-fluoxetin napi nagydózisban szedve enyhén hallucinogén hatású az 5ht2a érintettsége miatt, melyet a marihuána egyidejű használata aktiválni képes, így írók és művészek használják visszaélésszerűen világszerte. „A pszichiáterem már megint Prozacot ajánlott. Kezdem azt hinni, hogy részvényeket vett a cégben.”  Woody Allen.
Az SSRI-k Sigma-1 es érintettsége nem tisztázott.

## Fordítás
- Ez a szócikk részben vagy egészben  a   Selective serotonin reuptake inhibitor című angol Wikipédia-szócikk fordításán alapul.  Az eredeti cikk szerkesztőit annak laptörténete sorolja fel. Ez a jelzés csupán a megfogalmazás eredetét és a szerzői jogokat jelzi, nem szolgál a cikkben szereplő információk forrásmegjelöléseként.